# Nadleśnictwo Waliły
Nadleśnictwo Waliły – jednostka organizacyjna Lasów Państwowych podległa Regionalnej Dyrekcji Lasów Państwowych w Białymstoku. Siedziba nadleśnictwa znajduje się w Waliłach-Stacji, w powiecie białostockim, w województwie podlaskim.
Nadleśnictwo obejmuje część powiatu białostockiego (gmina Gródek).

## Historia
Nadleśnictwo Waliły wyodrębniło się z nadleśnictwa Krynki w 1928, podczas podziału kompleksu Puszczy Kryńskiej. W 1972 ponownie połączono nadleśnictwa Waliły i Krynki pod nazwą nadleśnictwo Waliły. Stan ten trwał do 1992, gdy przywrócono nadleśnictwo Krynki.

## Ochrona przyrody
Na terenie nadleśnictwa znajdują się trzy rezerwaty przyrody:
- Chomontowszczyzna
- Jezioro Wiejki
- Rabinówka

## Drzewostany
Dominującym typem siedliskowym lasów nadleśnictwa są bory, głównie świeże, reprezentowane przez bory sosnowe. Mniejszą powierzchnię zajmuje las mieszany.